# ألان روكويل ماكان
ألان روكويل ماكان (بالإنجليزية: Allan Rockwell McCann)‏ هو مستكشف وضابط أمريكي، ولد في 20 سبتمبر 1896 في نورث آدمز في الولايات المتحدة، وتوفي في 22 فبراير 1978 في سان دييغو في الولايات المتحدة.